# Kōra (Shiga)
Kōra (甲良町 Kōra-chō?) es un pueblo localizado en el Distrito de Inukami, Shiga, Japón. 
En 2010, el pueblo tenía una población estimada de 7,501 habitantes y una densidad de 561 personas por km². Su área total es de 13,66 km².
Kōra es el pueblo natal del clan Amako, Tōdō Takatora y los carpinteros que construyeron el Nikkō Tōshō-gū.

## Geografía
- Ríos: Río Inukami

## Demografía
| 1970 | 8.724 |  |
| 1975 | 9.024 |  |
| 1980 | 9.058 |  |
| 1985 | 9.141 |  |
| 1990 | 8.811 |  |
| 1995 | 8.569 |  |
| 2000 | 8.169 |  |
| 2005 | 8.103 |  |
| 2010 | 7.501 |  |

## Transporte

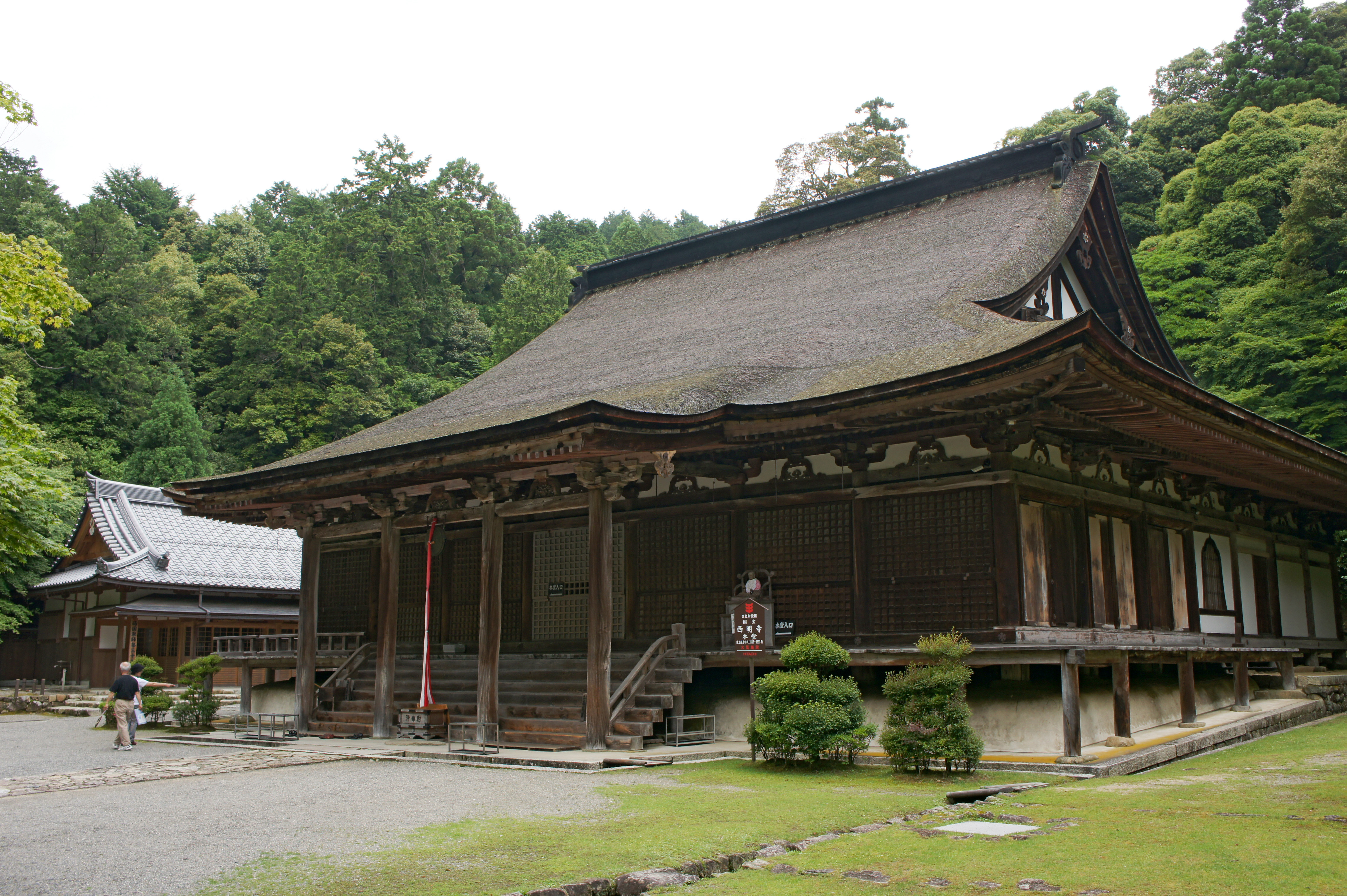
Templo de Saimyō-ji, localizado en Kōra.

### Ferrocarril
El pueblo tiene una estación local, la Estación de Amago, operada por Ohmi Railway.
| «                            | «                            | Servicio                     | »                            | »                            |
| Línea Principal Ohmi Railway | Línea Principal Ohmi Railway | Línea Principal Ohmi Railway | Línea Principal Ohmi Railway | Línea Principal Ohmi Railway |
| ---------------------------- | ---------------------------- | ---------------------------- | ---------------------------- | ---------------------------- |
| Takamiya                     |                              | Local                        |                              | Toyosato                     |
| Servicio rápìdo: Sin parada  |                              |                              |                              |                              |

### Carretera
Autovías Nacionales
Autovía de Meishin
Rutas Nacionales
Ruta Nacional 307
Carreteras Regionales
Carretera de Shiga 13 Tramo Hikone-Yōkaichi-Kōsei
Carretera de Shiga 216 Tramo Amefurino-Imazaike-Yōkaichi
Carretera de Shiga 222 Tramo Kitaochi-Toyosato
Carretera de Shiga 227 Tramo Binmanji-Noguchi
Carretera de Shiga 330 Tramo Kōra-Taga
Carretera de Shiga 543 Tramo Takamiya-Kitaochi

## Lugares de interés
- Templo budista de Saimyō-ji